# Jimalalud
Jimalalud (Bayan ng Jimalalud) är en kommun i Filippinerna. Kommunen ligger på ön Negros, och tillhör provinsen Negros Oriental. Folkmängden uppgår till 26 756 invånare.

## Barangayer
Jimalalud är indelat i 28 barangayer.
| - Aglahug - Agutayon - Apanangon - Bae - Bala-as - Bangcal - Banog - Buto - Cabang - Camandayon - Cangharay - Canlahao - Dayoyo - Eli | - Lacaon - Mahanlud - Malabago - Mambaid - Mongpong - Owacan - Pacuan - Panglaya-an - North Poblacion - South Poblacion - Polopantao - Sampiniton - Talamban - Tamao |